# بخش سن لورنزو
بخش سن لورنزو (به اسپانیایی: Departamento San Lorenzo) یک منطقهٔ مسکونی در آرژانتین است که در استان سانتافه واقع شده‌است. بخش سن لورنزو ۱٬۸۶۷ کیلومتر مربع مساحت و ۱۴۲٬۰۹۷ نفر جمعیت دارد.